# Saison 2 d'Angel
 (avril 2024).
Si vous disposez d'ouvrages ou d'articles de référence ou si vous connaissez des sites web de qualité traitant du thème abordé ici, merci de compléter l'article en donnant les références utiles à sa vérifiabilité et en les liant à la section « Notes et références ».
Chronologie
Saison 1 et Saison 4 de Buffy contre les vampires Saison 3 et Saison 6 de Buffy contre les vampires
La saison 2 d’Angel est composée de 22 épisodes. Elle raconte l'histoire d'Angel et de son équipe depuis leur installation dans l'hôtel Hypérion jusqu'à leur retour de la dimension de Pylea. 

## Événements principaux
A la suite de la destruction de ses locaux, l'équipe d'Angel Investigations installe ses bureaux à l'hôtel Hypérion. L'équipe continue d'aider les personnes en danger en combattant les vampires et les démons, en bénéficiant de l'aide de Gunn, peu à peu intégré à l'équipe, et de Lorne, un démon analogique, possédant le pouvoir de lire dans les sentiments, les pensées et le futur des gens. En parallèle, Wolfram & Hart utilise Darla, récemment ressuscitée et redevenue humaine, pour corrompre Angel, conformément au plan de Holland Manners. A l'aide d'une drogue, elle s'amuse à faire dormir le vampire et à manipuler ses rêves. Se rapprochant de Lindsey McDonald, elle commence à ressentir le poids de ses actes passés, et finit par demander à Angel de la mordre ou de la tuer. Atteinte de la syphilis et sur le point de mourir malgré l'aide apportée par le vampire, Darla est à nouveau transformée par Drusilla, ramenée par Lindsey. Mais contre toute attente, Darla et Drusilla assassinent Holland Manners et les autres avocats du département des projets spéciaux du cabinet lors d'une réunion, à l'exception de Lindsey et Lilah Morgan. Alors qu'Angel avait la possibilité de les sauver, il décide de les laisser mourir. Lorsque son équipe, en l'apprenant, désapprouve son action, il décide de les renvoyer.  
A partir de là, Angel traque Darla et Drusilla et continue de combattre Wolfram & Hart et les créatures démoniaques en multipliant les actions violentes et ambiguës en solitaire. En parallèle, Cordelia, Wesley et Gunn fondent leur propre agence de détectives et se rapprochent. Lorsque Angel apprend l'arrivée prochaine sur Terre d'un des associés principaux de Wolfram & Hart, il décide de saisir l'opportunité pour le tuer, descendre en Enfer et assassiner tous les associés principaux du cabinet. Si son premier objectif est un succès, il découvre en essayant de descendre que l'Enfer n'est autre que la Terre. Désespéré, il couche avec Darla, mais lorsqu'il se réveille, découvre qu'il n'a pas perdu son âme. Réalisant ses erreurs, il chasse Darla, sauve Kate Lockey, renvoyée de la police, d'une tentative de suicide, et retourne voir ses amis, à qui il présente ses excuses et se propose de désormais travailler pour eux. Tous se réconcilient définitivement à la suite d'un voyage à Pylea, la dimension d'origine de Lorne, dans laquelle Cordelia a été aspirée par inadvertance, et d'ou ils la ramènent avec Fred, une autre jeune femme piégée sur place depuis cinq ans. Lorsqu'il retourne au QG de l'agence, Angel et les autres tombent sur Willow, venue de Sunnydale annoncer la mort de Buffy. 

## Distribution

### Acteurs principaux
- David Boreanaz (VF : Patrick Borg) : Angel
- Charisma Carpenter (VF : Malvina Germain) : Cordelia Chase
- Alexis Denisof (VF : Eric Legrand) : Wesley Wyndam-Pryce
- J. August Richards (VF : Bertrand Liebert) : Charles Gunn

### Acteurs secondaires
- Andy Hallett (VF : Pierre-François Pistorio) : Lorne (15 épisodes)
- Julie Benz : Darla (10 épisodes)
- Christian Kane : Lindsey McDonald (10 épisodes)
- Stephanie Romanov : Lilah Morgan (7 épisodes)
- Elisabeth Röhm : Kate Lockley (6 épisodes)
- Sam Anderson : Holland Manners (5 épisodes)
- Juliet Landau : Drusilla (5 épisodes)
- Amy Acker : Fred (4 épisodes)
- Brigid Brannagh : Virginia Bryce (4 épisodes)
- Gerry Becker : Nathan Reed (3 épisodes)
- Alyson Hannigan : Willow Rosenberg (2 épisodes)
- Mark Lutz : Groosalugg (2 épisodes)
- Julia Lee : Anne Steele (2 épisodes)
- James Marsters : Spike (1 épisode)
- Eliza Dushku : Faith Lehane (1 épisode)
- Mercedes McNab : Harmony Kendall (1 épisode)

## Équipe de production
| - James A. Contner (3 épisodes) - David Greenwalt (2) - Tim Minear (2) - Frederick King Keller (2) - Joss Whedon (1) - Michael Lange (1) - David Semel (1) - Kirshna Rao (1) - David Grossman (1) - Bruce Seth Green (1) - Michael Grossman (1) - R. D. Price (1) - Bill L. Norton (1) - Scott McGinnis (1) - James Whitmore Jr (1) - Thomas J. Wright (1) - Turi Meyer (1) | - Tim Minear : 7 épisodes (dont 2 en collaboration) - David Greenwalt : 5 - Shawn Ryan : 5 (dont 3 en collaboration) - Mere Smith : 4 (dont 1 en collaboration) - Jim Kouf : 2 (dont 1 en collaboration) - Jane Espenson : 1 - David Fury : 1 - Doug Petrie : 1 en collaboration |

## Épisodes

### Épisode 1:Le Jugement
- États-Unis : 26 septembre 2000 sur The WB
- France : 29 octobre 2001 sur TF6 et le 12 janvier 2002 sur TF1

- Christian Kane (Lindsey McDonald)
- Stephanie Romanov (Lilah Morgan)
- Andy Hallett (Lorne)
- Julie Benz (Darla)
- Justina Machado (Jo)

### Épisode 2:L’Hôtel du mal
- États-Unis : 3 octobre 2000 sur The WB
- France : 29 octobre 2001 sur TF6 et le 19 janvier 2002 sur TF1

- Tommy Hinkley (C. Mulvihill)
- John Kapelos (Ronald Meeks)
- J. P. Manoux (le groom)
- Melissa Marsala (Judy)
- Brett Rickaby (Denver)
- Scott Thompson Baker (l'acteur)

### Épisode 3:Premières Impressions
- États-Unis : 10 octobre 2000 sur The WB
- France : 29 octobre 2001 sur TF6
- Québec : 29 décembre 2007 sur Mystère[1]

- Julie Benz (Darla)
- Andy Hallett (Lorne)
- Cedrik Terrell (Jameel)
- Chris Babers (Henry)
- David Herman (David Nabbit)

### Épisode 4:Intouchable
- États-Unis : 17 octobre 2000 sur The WB
- France : 5 novembre 2001 sur TF6

- Julie Benz (Darla)
- Stephanie Romanov (Lilah Morgan)
- Sam Anderson (Holland Manners)
- Daisy McCrackin (Bethany Chaulk)
- Gareth Williams (Mr Chaulk)

### Épisode 5:Cher amour
- États-Unis : 24 octobre 2000 sur The WB
- France : 5 novembre 2001 sur TF6

- Elisabeth Röhm (Kate Lockley)
- Christian Kane (Lindsey McDonald)
- Julie Benz (Darla)
- Andy Hallett (Lorne)
- Juliet Landau (Drusilla)

### Épisode 6:L’Usurpateur
- États-Unis : 7 novembre 2000 sur The WB
- France : 5 novembre 2001 sur TF6

- Andy Hallett (Lorne)
- Brigid Brannagh (Virginia Bryce)
- Patrick Kilpatrick (Paul Lanier)
- Art LaFleur (T'ish Magev)
- Todd Susman (Magnus Bryce)

### Épisode 7:Darla
- États-Unis : 14 novembre 2000 sur The WB
- France : 12 novembre 2001 sur TF6

- Sam Anderson (Holland Manners)
- Juliet Landau (Drusilla)
- Christian Kane (Lindsey McDonald)
- Julie Benz (Darla)
- James Marsters (Spike)
- Mark Metcalf (Le Maître)

### Épisode 8:Le Linceul qui rend fou
- États-Unis : 21 novembre 2000 sur The WB
- France : 12 novembre 2001 sur TF6

- Elisabeth Röhm (Kate Lockley)
- Dwayne L. Barnes (Lester)
- W. Earl Brown (Menlo)
- R. Emery Bright (inspecteur Turlock)
- Tom Kiesche (Inspecteur Broomfield)
- Tony Todd (Vyasa)

### Épisode 9:L'Épreuve
- États-Unis : 28 novembre 2000 sur The WB
- France : 12 novembre 2001 sur TF6
- Québec : 9 février 2008 sur Mystère[2]

- Christian Kane (Lindsey McDonald)
- Julie Benz (Darla)
- Andy Hallett (Lorne)
- Sam Anderson (Holland Manners)
- Jim Piddock (le superviseur du tribunal)

### Épisode 10:Retrouvailles
- États-Unis : 19 décembre 2000 sur The WB
- France : 19 novembre 2001 sur TF6

- Elisabeth Röhm (Kate Lockley)
- Christian Kane (Lindsey McDonald)
- Stephanie Romanov (Lilah Morgan)
- Sam Anderson (Holland Manners)
- Julie Benz (Darla)
- Juliet Landau (Drusilla)

### Épisode 11:Déclaration de guerre
- États-Unis : 16 janvier 2001 sur The WB
- France : 19 novembre 2001 sur TF6

- Christian Kane (Lindsey McDonald)
- Stephanie Romanov (Lilah Morgan)
- Andy Hallett (Lorne)
- Julie Benz (Darla)
- Juliet Landau (Drusilla)
- Brigid Brannagh (Virginia)
- Nicholas Surovy (Acrey le chasseur)

### Épisode 12:Argent sale
- États-Unis : 23 janvier 2001 sur The WB
- France : 19 novembre 2001 sur TF6

- Christian Kane (Lindsey McDonald)
- Stephanie Romanov (Lilah Morgan)
- Sam Anderson (Holland Manners)
- Gerry Becker (Nathan Reed)
- Julia Lee (Anne Steele)
- Mark Rolston (Boone)

### Épisode 13:La Machine à arrêter le temps
- États-Unis : 6 février 2001 sur The WB
- France : 26 novembre 2001 sur TF6
- Québec : 8 mars 2008 sur Mystère[3]

- Andy Hallett (Lorne)
- Brigid Brannagh (Virginia Bryce)
- Matt Champagne (Gene Rainy)
- Michael G. Hagerty (Barman)
- Darby Stanchfield (Denise)

### Épisode 14:L'Ordre des morts-vivants
- États-Unis : 13 février 2001 sur The WB
- France : 26 novembre 2001 sur TF6

- Elisabeth Röhm (Kate Lockley)
- Jarrod Crawford (Rondell)
- Julia Lee (Anne Steele)
- Mushond Lee (Jackson)

### Épisode 15:Le Grand Bilan
- États-Unis : 20 février 2001 sur The WB
- France : 26 novembre 2001 sur TF6

- Elisabeth Röhm (Kate Lockley)
- Christian Kane (Lindsey McDonald)
- Stephanie Romanov (Lilah Morgan)
- Sam Anderson (Holland Manners)
- Julie Benz (Darla)
- Andy Hallett (Lorne)
- Gerry Becker (Nathan Reed)
- Brigid Brannagh (Virginia Bryce)
- Thomas Kopache (Denver)

### Épisode 16:Retour à l'ordre
- États-Unis : 27 février 2001 sur The WB
- France : 3 décembre 2001 sur TF6

- Elisabeth Röhm (Kate Lockley)
- Christian Kane (Lindsey McDonald)
- Julie Benz (Darla)
- Andy Hallett (Lorne)

### Épisode 17:Amie ou ennemie
- États-Unis : 17 avril 2001 sur The WB
- France : 3 décembre 2001 sur TF6

- Andy Hallett (Lorne)
- Mercedes McNab (Harmony Kendall)
- Alyson Hannigan (Willow Rosenberg)
- Pat Healy (Doug Sanders)

### Épisode 18:Impasse
- États-Unis : 24 avril 2001 sur The WB
- France : 3 décembre 2001 sur TF6

- Christian Kane (Lindsey McDonald)
- Stephanie Romanov (Lilah Morgan)
- Andy Hallett (Lorne)
- Gerry Becker (Nathan Reed)
- Michael Dempsey (Irv Kraigle)

### Épisode 19:Origines
- États-Unis : 1er mai 2001 sur The WB
- France : 10 décembre 2001 sur TF6

- Andy Hallett (Lorne)
- Jarrod Crawford (Rondell)
- Brody Hutzler (Landok)
- Darris Love (George)
- Amy Acker (Winifred Burkle)

### Épisode 20:De l'autre côté de l'arc-en-ciel
- États-Unis : 8 mai 2001 sur The WB
- France : 10 décembre 2001 sur TF6

- Andy Hallett (Lorne)
- Susan Blommaert (Vakma)
- Michael Phenicie (Silas)
- Persia White (Aggie)
- Daniel Dae Kim (Gavin Park)
- Amy Acker (Winifred Burkle)

### Épisode 21:Sa Majesté Cordelia
- États-Unis : 15 mai 2001 sur The WB
- France : 17 décembre 2001 sur TF6

- Andy Hallett (Lorne)
- Mark Lutz (Groosalugg)
- Brody Hutzler (Landok)
- Tom McCleister (Mère du Clan Deathwok)
- Michael Phenicie (Silas)
- Amy Acker (Winifred Burkle)

### Épisode 22:Fin de règne
- États-Unis : 22 mai 2001 sur The WB
- France : 17 décembre 2001 sur TF6 et le 8 juin 2002 sur TF1

- Andy Hallett (Lorne)
- Mark Lutz (Groosalugg)
- Brody Hutzler (Landok)
- Tom McCleister (Mère du Clan Deathwok)
- Michael Phenicie (Silas)
- Lee Reherman (le capitaine)
- Amy Acker (Winifred Burkle)
- Alyson Hannigan (Willow)

## DVD
La saison 2 en DVD se présente sous la forme d'un coffret de 6 DVD comprenant les 22 épisodes de la saison ainsi que les versions commentées des épisodes suivants :
- L'Hôtel du mal commenté par Tim Minear
- De l'autre côté de l'arc-en-ciel commenté par Frederick King Keller

Parmi les autres bonus se trouvent plusieurs documentaires sur :
- l'ensemble de la saison
- le maquillage des monstres de la série
- les locaux d'Angel Investigations
- les cascades